# Dernier Refuge
Pour plus de détails, voir Fiche technique et Distribution.
Dernier Refuge est un film français réalisé par Marc Maurette en 1946, sorti en 1947.

## Synopsis
Philippe et Sylvie ont à faire avec Alvarez, dangereux chef de bande. Ils rompent avec lui et commettent un vol et un assassinat. Sylvie propose à Philippe de se réfugier dans sa calme famille. Sa jeune sœur Antoinette attire et charme Philippe et excite la jalousie de Sylvie qui renseigne Alvarez. La police s'en mêle et Philippe trouve la mort au cours d'un combat sans merci.

## Fiche technique
- Réalisation : Marc Maurette, assisté de Stellio Lorenzi
- Scénario : D'après le roman de Georges Simenon Le Locataire, éditions Gallimard
- Adaptation, Dialogue : Marc Maurette, Maurice Griffe
- Décors : Jacques Colombier
- Photographie : Léonce-Henri Burel, Jean Bachelet
- Musique : Jean-Jacques Grünenwald
- Son : René-Christian Forget
- Montage : Marguerite Houlle-Renoir, assistée de Marinette Cadix
- Production et distribution : Les Films Malesherbes (France)
- Directeur de production : Paul Madeux
- Format : Noir et blanc - 1,37:1 - 35 mm - Son mono
- Genre : Comédie dramatique policière
- Durée : 90 min
- Date de sortie : 
  - France - 27 août 1947

## Distribution
- Raymond Rouleau : Philippe
- Gisèle Pascal : Antoinette Baron, la jeune sœur de Sylvie
- Mila Parély : Sylvie
- Marcelle Monthil : Mme Baron, la mère
- Félicien Tramel : Mr Baron, le père
- Noël Roquevert : Mr Beauchamp
- Jean-Max : Alvarez, le chef de bande
- Michel Ardan : Albert
- Marcel Carpentier : Lherbier
- Marcel Perès : Louis
- Gaston Modot : Marcel
- Edmond Ardisson : Le petit gars
- Yves Brainville : Le capitaine
- Edy Debray : L'employé
- René Stern : Le photographe
- Roger Vincent : Un joueur
- Louis de Funès : L'employé du wagon-restaurant
- Marguerite de Morlaye
- René Wilmet
- Pierre Goutas
- Jean-Jacques Steen